# Ассбургеры
«Ассбургеры» (англ. Ass Burgers) — эпизод 1508 (№ 217) сериала «Южный парк», премьера которого состоялась 5 октября 2011 года. Серия является прямым продолжением эпизода «Стар ты стал».

## Сюжет
Стэн со своей матерью и сестрой переехал в другой дом, находящийся в Саус Парке. Рэнди (а точнее — Стими Рэй Вон) переехал в другое место.
Раннее утро. Стэн просыпается под звуками шоу Гарри и Майка, которые обсуждают недавние фильмы, песни, сериалы и произошедшие события. Мальчику же всё до сих пор кажется полным дерьмом, к примеру, вместо утренних вафлей он видит лишь кусок дерьма. Ему уже не интересно находиться вместе со своими друзьями.
Кайл рассказывает Картману, что мальчикам уколы от вагинальных бородавок делать не будут, но Эрик утверждает, что школы, где детям делают прививки, — для умственно отсталых. Брофловски объясняет, что это подозрение вызвано лишь возможностью заболеть «синдром Аспергера» (англ. Asperger). Картман не дослушивает и думает, что болезнь называется «синдром Асбургера» (англ. ass (задница) + burger (гамбургер)). Он не верит Кайлу, что такая болезнь существует, и они решают сходить к Джеральду Брофловски и узнать правду. Пара спорщиков и Кенни отправляются к отцу Кайла вместо того, чтобы пойти в школу. Стэну всё это «по барабану», и он едет на автобусе на уроки.
Позже офицер Барбреди приводит прогульщиков в школу, где дети и Мистер Гаррисон обсуждают вагинальную вакцинацию. Стэна в один момент это всё надоедает, и он закатывает истерику прямо в классе. Его отводят к школьному психологу. Мэки говорит мальчику, что если он будет ходить таким унылым и скучным всё время, его все будут называть «Унылкой». Стэн рассказывает, что всё, что нравилось ему раньше, теперь раздражает и вызывает рвоту. Мэки решает позвонить мисс Бронски и спросить у неё, делали ли Стэну прививку от гриппа, и это оказывается правдой. Мэки начинает подозревать, что у Стэна из-за этого развился синдром Аспергера.
В выпуске новостей рассказывают о случае, произошедшем со Стэном. Правительство оказывается в незавидном положении. Стими Рэй Вон на специальной конференции рассказывает о бедной судьбе своего сына. Плюющаяся дерьмом утка, ставшая президентом США, решает подписать указ об отмене принудительной вакцинации школьников.
Тем временем у себя дома Картман готовит бургеры. Оказывается, он решает притвориться, что у него тоже развился синдром Аспергера (Ассбургера, как услышал о нём Эрик). Картман отправляется к школьной медсестре и говорит ей, что у него очень сильно болит «его попа». Медсестра просит его лечь на живот и видит кучу гамбургеров в его штанах. Картман утверждает, что теперь он заболел синдромом Ассбургера. Медсестра выгоняет Эрика.
Позже он проходит по школьному коридору, где его встречает Кайл. Брофловски решает попробовать бургер Картмана. Неожиданно Кайлу очень сильно понравились эти гамбургеры. Он рассказывает про них всем ученикам. Кайл также говорит Эрику, что тот мог бы сильно на этом заработать.
Шерон и Стэн отправляются в центр реабилитации от синдрома Аспергера. Доктор говорит, что точная причина асоциального поведения его пациентов ещё до конца не изучена. Шерон оставляет своего сына в центре до вечера. Как только она уходит, доктор и пациенты достают оружие и рассказывают Стэну об истинной причине своей «болезни». Оказывается, эти люди, как и Стэн, видит вещи такими, какие они есть на самом деле.
Картман же открывает собственную компанию «Бургеры Картмана». Его продукты расходятся на ура. Он не рассказывает Кайлу, Кенни и Баттерсу, что перед продажей гамбургеры лежат у него в штанах.
Между тем, «Секретное Общество Циников» готовят Стэна к тому, чтобы отправить его в «альтернативную реальность», туда, где всё кажется хорошим, милым и, что самое главное, не дерьмовым. Просто «инопланетяне» посылают на Землю специальные волны, которые затуманивают разум всех людей на планете. Циники наливают в бокал немного виски «Джеймсон» и заставляют Стэна его выпить. Пьяный мальчик начинает видеть всё вокруг прекрасным и не дерьмовым. Никто не плюётся на него дерьмом, ничто не выглядит как дерьмо, Стэн даже смеётся над фильмом с Адамом Сэндлером.
У «Бургеров Картмана» полный ажиотаж. Количество покупателей с каждым часом увеличивается. Стэн приходит туда, чтобы поговорить с Кайлом. Он рассказывает ему про инопланетян, волны и что всё вокруг действительно дерьмово. Брофловски говорит, что теперь он работает у Картмана, и его всё устраивает. Стэн посылает Кайла, и вместо извинений он продолжает говорить всякие гадости, что в принципе понятно, ведь Стэн пьян.
На следующее утро Стэну опять всё кажется дерьмовым — эффект алкоголя прошёл. Он снова направляется в центр, но вместо рассказа об альтернативном мире его рвёт на пол. После этого циники снова заправляют его виски и отправляют в предполагаемое логово «роботов из будущего».
В тёмном-тёмном кабинете собрались главы крупнейших корпораций по продаже фаст-фуда. Все они собрались здесь, чтобы положить конец «Бургерам Картмана». Оказывается, в его продуктах есть всё, что нравится посетителям данных ресторанов быстрого обслуживания. Владельцы сходятся во мнении, что в бургеры Картмана входит «специальный газ», благодаря которым они являются такими вкусными. Неожиданно в помещении врывается пьяный Стэн. Он стреляет в потолок и падает без сознания. Позже его допрашивают о «Бургерах Картмана». Владельцы корпораций решают, что Стэн имеет отношение к компании Эрика, так как Кайл — лучший друг мальчика. Марш говорит им, что они больше не друзья. Владельцы отправляют Стэна к Кайлу, чтобы тот узнал секрет бургеров. Стэну это сделать не удаётся, и директора сами вмешиваются в это дело. Они разгоняют всех покупателей и уже готовы к тому, чтобы посмотреть на секретный отсек ароматизации. В этот самый момент туда врываются пьяные циники, которые перестреливают всех владельцев ресторанов фаст-фуда. Циники говорят Стэну, что теперь лишь осталось схватить утку-президента. Марш останавливает их и говорит, что не хочет, чтобы всё было как раньше. Он рассказывает всем присутствующим, что он готов к переменам. И в этот самый момент к дому Картмана подъезжает Рэнди и рассказывает сыну, что он и Шерон снова съезжаются. Стэн в полном шоке от этого. Он только морально подготовился к переменам, и вот — всё стало так, как было прежде.
Воссоединившаяся семья Маршей переезжает обратно в свой дом. Рэнди прекращает заниматься музыкой. Барак Обама возвращается на должность президента США вместо утки. Люди узнают о правде бургеров Картмана (он засовывал бургеры себе в задницу). И теперь каждый свой день Стэн начинает с глотка виски, чтобы не чувствовать всё это дерьмо вокруг себя.

## Отзывы
Рэмси Айлер из IGN написал: "Я чувствую, что это была упущенная возможность продвинуть «Южный Парк» вперёд. Шоу стало шаблонным, и как раз в тот момент, когда «Стар ты стал» дал намёк на то, что Трей и Мэтт устали от собственных выходок и готовы вступить в новую эру захватывающих перемен, самые смелые парни в бизнесе, похоже, возвращаются к безопасному, удобному и знакомому".

## Пародии
- Сюжетная линия с циниками пародирует фильм «Матрица».
- В начале серии по телевизору идёт трейлер, пародирующий сериал «Терра Нова».
- Пробуждения Стэна в 7:00 под радио-будильник — отсылка к фильму «День сурка».

## Факты
- Напиток, который «Общество Циников» даёт Стэну, — ирландский виски Jameson (крепость: 40 %). Бренд вошёл в сотню самых продаваемых крепких спиртных напитков.
- На собрании, посвящённом бургерам Картмана, присутствуют представители McDonald’s, KFC, Burger King, Pizza Hut, Subway, Chick-fil-A, и Taco Bell. Хотя на графике среди прочих указан и китайский фастфуд-ресторан City Wok.